# Euphaedra (Xypetana) karschi
Euphaedra (Xypetana) karschi es una especie de  Lepidoptera, de la familia Nymphalidae,  subfamilia Limenitidinae, tribu Adoliadini, pertenece al género Euphaedra, subgénero (Xypetana).

## Subespecies
- Euphaedra (Xypetana) karschi karschi
- Euphaedra (Xypetana) karschi sankuruensis (Hecq, 1980)

## Localización
Esta especie de Lepidoptera y las subespecies, se encuentran localizadas en Camerún y Zaire (África). 